# Patois
Een patois is een taalvariant die substandaard is, een variant dus die niet aan de normen van de standaardtaal voldoet. De term is ontleend aan het Frans "toi pas" (jij niet) of "pas toi" (niet jij), maar verwijst eigenlijk verder naar het pastoralisme en de taal van de herder (pastoor) die zijn kudde schapen (parochie) toespreekt maar ongeschikt is om er hogere studies mee aan te vatten.

## Streek- of volkstaal
Soms heeft het een pejoratieve bijklank van "onbeschaafd", soms klinkt het eerder als gemoedelijk "sappig plaatselijk taaltje". Naargelang van de context kan men spreken van dialect, volkstaal, (boeren-)taal of "plat" (Nederlands, Drents, Waals, Limburgs).

## Europees Frans
In het Franse taalgebied bedoelt men met Patois ook streektaal, het kan dan bijvoorbeeld gaan om de Patois van Picardië (waarvan de noordelijke variant ook bekend staat als het Chtimi), de Charente, de Ardennen en van andere streken zoals het Quebecois. Dikwijls bevat dit patois ook oudere uitdrukkingen (uit het Oudfrans) en invloeden van buiten het Frans: restanten van het Keltisch of Germaans bijvoorbeeld.

## Creools Patois
Een andere betekenis van Patois of Jamaicaans-Patois is de taal die gesproken wordt op Jamaica en enkele andere Engelstalige Antillen, zie Franse creoolse talen.